# Patagosaurus
Patagosaurus („Patagonský ještěr“) byl rod sauropodního dinosaura z čeledi Cetiosauridae, který žil v období střední jury (asi před 165 miliony let) na území dnešní argentinské Patagonie.

## Popis
Jednalo o menší až středně velký druh sauropoda, který dosahoval délky asi 15 až 16,5 metru a hmotnosti kolem 8,5 tuny. Patřil tedy k relativně malým sauropodům, mnohem menším, než byli někteří jejich křídoví titanosaurní příbuzní (jako byl například druh Argentinosaurus huinculensis).
Fosilie tohoto dinosaura byly objeveny v sedimentech geologického souvrství Cañadón Asfalto na jihu Argentiny (provincie Chubut). Mezi blízké příbuzné patagosaura patřily rody Amygdalodon, Cetiosaurus a Haplocanthosaurus.

## Paleoekologie
Tito sauropodi žili v ekosystémech obývaných poměrně velkými teropodními dinosaury, jako byl například bazální alosauroid druhu Asfaltovenator vialidadi. Tito teropodi patrně útočili na mláďata a staré nebo slabé jedince těchto sauropodů.
Nové výzkumy anatomie sauropoda druhu Bagualia alba ze stejného souvrství ukazují, že právě v období rané jury dochází k velké transformaci ve vývoji sauropodomorfů a dominantními býložravci se v této době stávají obří dlouhokrké formy eusauropodů s tělesnou hmotností nad 10 tun.